# Виборзька (станція метро)
59°58′15″ пн. ш. 30°20′50″ сх. д. / 59.97083° пн. ш. 30.34722° сх. д.
Виборзька (рос. Выборгская) — станція Кіровсько-Виборзької лінії Петербурзького метрополітену, розташована між станціями «Лісова» та «Площа Леніна».
Станція відкрита 22 квітня 1975 року у складі дистанції «Площа Леніна» — «Лісова». Названа через розташування в історичному районі Санкт-Петербурга — Виборзька сторона.

## Технічна характеристика
Конструкція станції — колонна трисклепінна глибокого закладення (глибина закладення — 64 м). Похилий хід — тристрічковий. S-подібний перехід до ескалаторного залу починається від північного торця станції. 

## Вестибулі і пересадки
Виходи у місто через наземний павільйон на Лісовий проспект, до Гренадерської вулиці і вулиці Смолячкова.
З наземного вестибюля «Виборзький» починається найдовший у Санкт-Петербурзі підземний пішохідний перехід — Виборзький тунель (споруджений у 1981-1983 рр..), Прямуючий до Чугунної вулиці, заводів Карла Лібкнехта і ЛОМО, з'єднуючи, таким чином, Виборзький і Калінінський райони. Після перетину Лісового проспекту перехід роздвоюється. У південному (правом від розгалуження) тунелі знаходиться службовий вихід до локомотивному депо ТЧ-20 СПб-Фінляндський. Північний (лівий від розгалуження) тунель зараз працює для проходу лише в годину пік.
На станцію через перехід увійти можна, у зворотному напрямку — ні, хоча технічна можливість для цього є.

## Оздоблення
Перша в Санкт-Петербурзі станція колонного типу нової модифікації була цілком оздоблена плитами рожево-бежевого травертину, що створило враження монументальності і стильової єдності. Застосований тут архітектурний прийом диктувався значною мірою особливостями конструкцій, зокрема наявністю в п'яті склепіння виступаючих частин (підтримуючих парасольки), які мали приховати обстройку. Ця обставина, а також умови забезпечення закарнізного освітлення привели до необхідності нахилення архітравної частини обстройки та уширення догори колон для сполучення їх з власне архітравом.
Підлога станції оздоблена сірим гранітом. Після спорудження в кінці 80-х в південному торці станції лінійного пункту машиністів Кировсько-Виборзької лінії, середній зал було укорочено і торець оброблено сірим кольором. До цього його прикрашав напис «Виборзька». У торці переходу від ескалаторного залу до власне станції розташований барельєф, що зображає повсталих робітників Виборзької сторони.
В основу об'ємно-просторової композиції вестибюля покладено ескалаторний зал, перекритий «структурою» зі стелею у вигляді системи виконаних з алюмінієвих профілів пірамідальних кесонів, у вершині кожного з яких — люмінесцентний світильник. Низький одноповерховий об'єм службових приміщень, оздоблених всередині та зовні сааремським доломітом і частково травертином, контрастує з прозорим об'ємом ескалаторного залу. Над похилим ходом вестибюля є балкон, на якому встановлені декоративні рослини.

## Перспективи розвитку
Планується, що Виборзька стане пересадною на станцію Кільцевої лінії.

## Ресурси Інтернету
- «Виборзька» на metro.vpeterburge.ru [Архівовано 22 лютого 2014 у Wayback Machine.](рос.)
- «Виборзька» на форумі metro.nwd.ru [Архівовано 4 березня 2016 у Wayback Machine.](рос.)
- Санкт-Петербург. Петроград. Ленінград: Енциклопедичний довідник. «Виборзька»(рос.)